# Meister der Weingartner Liederhandschrift

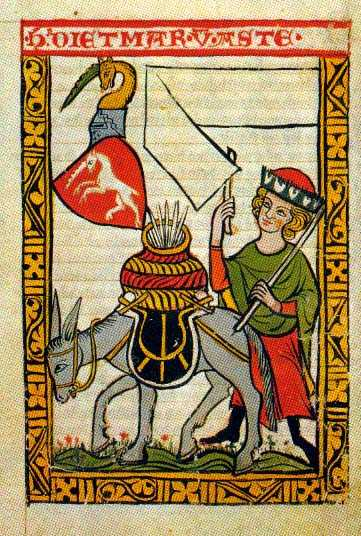
Weingartner Liederhandschrift, Dichterportrait Dietmar von Aste
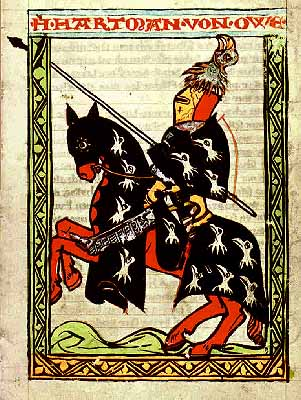
Weingartner Liederhandschrift, Dichterportrait Hartmann von Aue

Als Meister der Weingartner Liederhandschrift wird der  namentlich nicht bekannte mittelalterliche Buchmaler  bezeichnet, der um 1300 oder 1310 die Weingartner Liederhandschrift ausgemalt hat.
Die Handschrift enthält im ersten Teil 25 Miniaturen mit ganz- oder halbseitigen  Dichterportraits, auch für die weiteren Teile waren Bilder vorgesehen, wurden jedoch nicht ausgeführt. Die Bedeutung der Liederhandschrift liegt hauptsächlich in den Texten. Ihre Buchmalerei selbst steht noch am Anfang prachtvoller, farbintensiver Illustrationen. So sind die Bilder der Dichter zwar in kräftigen Grundfarben gemalt und bilden eine stilistisch geschlossene Einheit. Jedoch ist die Farbpalette noch beschränkt, der Gesichtsausdruck der Figuren noch formelhaft und ausschmückende Details noch nicht sehr naturalistisch gestaltet. Der Text steht im Vordergrund und die Bilder sind noch als unterstützende Illustration und noch nicht als Teil eines prachtvollen „Gesamtkunstwerkes“ gedacht. Im Vergleich haben die Meister des Codex Manesse, eine Gruppe anderer Buchmaler, dann fast zeitgleich zwischen 1310 und 1330 für eine ähnliche Liedertextsammlung dann bereits Porträts von Minnesängern geschaffen, die zu den Meisterwerken gotischer Buchmalerei zählen.